# Локк, Уильям Джон
Уильям Джон Локк (англ. William John Locke; 20 марта 1863 ― 15 мая 1930) — британский писатель и драматург.

## Биография
Родился в Каннингсбери Сент-Джордж, Крайст-Черч, Демерара, Британская Гвиана старшим ребёнком в семье Джона Локка, управляющего банком Барбадоса, и его первой жены Сары Элизабет Локк (урождённой Джонс). Его родители были англичанами. В 1864 году семья переехала в Тринидад и Тобаго. В 1865 году родился второй сын, Чарли Альфред Локк, которому со временем предстояло стать врачом. Чарли Локк умер в 1904 году в возрасте 39 лет. Его сводная сестра Анна Александра Хайд (урождённая Локк), от второго брака его отца, умерла в 1898 году при родах в возрасте 25 лет.
В возрасте трёх лет Джона отправили в Англию для дальнейшего образования, где он оставался в течение девяти лет. Затем вернулся в Тринидад и вместе с братом ходил в подготовительную школу местного Королевского колледжа (англ.). Там он выиграл конкурс на поступление в колледж Святого Иоанна в Кембридже. Он вернулся в Англию в 1881 году, чтобы поступить в Кембриджский университет, который окончил с отличием по математике в 1884 году, несмотря на свою неприязнь к этому «совершенно бесполезному и бесчеловечному предмету».
После окончания Кембриджа Локк стал школьным учителем. Он не любил преподавать, но, как известно, был магистром в Оксфордском военном колледже (англ.) в Темпл-Коули (англ.) в 1889 и 1890 годах и в Клифтонском колледже (англ.) в Бристоле в 1890 году. С 1891 по 1897 год он был магистром современных языков в Тринити-колледже (англ.) в Гленалмонде (англ.). В 1893 году он опубликовал школьное издание Мюрата, отрывок из «Знаменитых преступлений» (Les crimes célèbres) Александра Дюма-отца. В 1890 году Локк серьёзно заболел туберкулёзом, который поразил его на всю оставшуюся жизнь. С 1897 по 1907 год он работал секретарём Королевского института британских архитекторов и жил в Лондоне.
В 1894 году он опубликовал свой первый роман «У ворот Самарии», но ещё десять лет не мог добиться успеха с романами «Мораль Маркуса Ордейна» (1905) и «Возлюбленный бродяга» (1906). Биографический словарь Чемберса (англ.) писал о его серии романов и пьес, которые с их очаровательно написанными сентиментальными темами имели успех во время его жизни как в Великобритании, так и в Америке. Его пьесы с успехом ставились на лондонской сцене.
19 мая 1911 года Локк женился на Эйми Максвелл Клоуз (урождённой Хит), бывшей жене Перси Гамильтона Клоуза, в Челси, в Лондоне. На свадьбе присутствовали Элис Бейнс и Джеймс Дуглас.
Пять раз книги Локка входили в список самых продаваемых романов в Соединённых Штатах за год. Его работы были воплощены в 24 кинофильмах, последним из которых был фильм «Дамы в лиловом». Адаптированный для экрана Чарльзом Дэнсом, он основан на одноимённом рассказе Локка 1916 года, опубликованном в сборнике под названием «Далёкие истории». Вероятно, самой известной из книг Локка, адаптированных на экране, была постановка 1918 года «Стелла Марис» с Мэри Пикфорд в главной роли.
Локк умер от рака в Париже 15 мая 1930 года.